# Trässö
Trässö este o arie protejată (arie specială de conservare — SAC, sit de importanță comunitară — SCI) din Suedia întinsă pe o suprafață de 69,2 ha, integral pe uscat.

## Localizare
Centrul sitului Trässö este situat la coordonatele 57°56′50″N 16°47′43″E / 57.9473°N 16.7953°E.

## Înființare
Situl Trässö a fost declarat sit de importanță comunitară în iulie 2000 pentru a proteja un număr necunoscut de specii din flora spontană și fauna sălbatică aflate în arealul zonei. Situl a fost protejat și ca arie specială de conservare în martie 2011.

## Biodiversitate
Situată în ecoregiunile boreală și marină baltică, aria protejată conține 9 habitate naturale: Mlaștini împădurite, Lagune de coastă, Faleze cu vegetație de pe coastele atlantice și baltice, Insulițe și insule mici din Baltica boreală, Recifuri, Golfuri mici largi și golfuri puțin adânci, Mlaștini turboase de tranziție și turbării mișcătoare, Roci stâncoase cu vegetație pionieră de Sedo-Scleranthion sau Sedo albi-Veronicion dillenii, Taiga vestică.
La baza desemnării sitului se află un număr nedeclarat de specii protejate.